# Klemmedag
En klemmedag er en hverdag, som ligger mellem en helligdag og en anden arbejdsfri dag.
Typiske klemmedage er fredagen efter Kristi himmelfartsdag samt hverdage mellem jul og nytår.
| Tid | Spire Denne artikel om tid eller kalendere er en spire som bør udbygges. Du er velkommen til at hjælpe Wikipedia ved at udvide den. |